# 分子物理学
分子物理学是研究分子的物理性质以及将原子结合为分子的化学键性质的学科，与化学学科紧密相连，同时和原子物理学密切相关。
分子物理学中最重要的实验手段是光谱分析。分子谱和原子谱的最大区别是，除了组成原子的原子能级之外，还有分子本身的转动和振动能级。
除了從原子得知的電子激發態以外，分子可以旋轉與震動。由於這些旋轉與震動具有量子性質，伴隨的能級也是離散的。純旋轉運動光譜是在紅外線譜域（波長大約為30-150微米）；震動光譜是在近紅外線（near infra-red）譜域（大約為1-5微米）；電子躍遷光譜是在可見光和紫外線譜域。從測量旋轉運動和震動光譜，可以獲得分子的物理性質，例如，原子核與原子核之間的距離。
原子物理學的原子軌域理論，在分子物理學裏，擴展為分子軌域理論。

## 研究論題
一些前沿的研究論題為：
- 是否可以從第一原理預測分子晶體與分子液體的性質？
- 為什麼每一種生物的分子在完成某些特別功能時會具有特佳效率？
- 是甚麼機制促使某些物質成為特別有效的化學反應催化劑。
- 是甚麼機制促使某些物質能夠特別有效地俘獲太陽能，並且將其轉換為化學能？

## 参阅
- 玻恩–奥本海默近似
- 分子能级
- 分子建模
- 光谱学